# 카스텔람마레디스타비아
카스텔람마레 디 스타비아(이탈리아어: Castellammare di Stabia)는 이탈리아 캄파니아주 나폴리현에 위치한 코무네다. 나폴리 남동쪽으로부터 30km거리에 있다.

## 역사
카스텔라마레디스타비아는 79년에 베수비오 산의 분화로 파괴된 고대 로마의 도시 스타비아에 옆에 자리 잡고있다. 도시의 성은 9세기 경에 나폴리 만을 관리하기 위해 건설되었다. 이 성은 신성로마제국의 황제 프리드리히 2세가 재건하였고 카를로 1세에 의해 확장되었다.
이 코무네는 1911년까지만해도 Castellammare라는 명칭으로 불렸으나, 1912년부터 지금의 이름으로 불리게 됐다.

## 지역 출신 유명 인물
- 알 카포네
- 파비오 콸리아렐라
- 안토니오 미란테

## 스포츠
이 지역을 연고로 하여 이탈리아에서 오래된 축구 클럽 중 하나이자 1907년에 창단되어 최근 세리에 B에서 뛰고있는 SS 유베 스타비아가 있다. 유베 스타비아의 홈 경기장인 스타디오 로메오 멘티 경기장은 1945년에 유베 스타비아에서 뛰었고 1949년에 수페르가의 비극으로 죽은 로메오 멘티 선수의 이름을 기념해 지었다.

## 같이 보기
- SS 유베 스타비아
- 스타비아에